# Stenandrium afromontanum
Stenandrium afromontanum là một loài thực vật có hoa trong họ Ô rô. Loài này được (Mildbr.) Vollesen miêu tả khoa học đầu tiên năm 1992.